# Iglesia de San Jaime de Gramuntill
La iglesia de San Jaime de Gramuntill es una antigua iglesia románica de la villa de Puebla de Segur, en la comarca del Pallars Jussá en la provincia de Lérida. Sólo se conservan las ruinas.
La Borda del Ros, la Barraqueta y Gramuntill habían constituido ayuntamiento propio, con el nombre de Gramuntill, entre 1812 y 1847.